# Most nad Adą Ciganliją
Most nad Adą Ciganliją (ser. Мост на Ади / Most na Adi) – most wantowy w Belgradzie nad rzeką Sawą. Most przecina wierzchołek wyspy Ada Ciganlija, łączącej Čukaricę z Nowym Belgradem. Pylon mostu znajduje się na krańcu wyspy. Jest to najdłuższy jednopylonowy most wantowy na świecie. Budowa mostu wraz ze zjazdami kosztowała 405 mln €. Wysokość pylonu wynosi 200m.
Profesor Uniwersytetu Belgradzkiego Nikola Hajdin przewodniczył komisji, która wybrała projekt mostu.